# قوة دفاع البحرين
قوة دفاع البحرين هي القوات المسلحة النظامية في مملكة البحرين وتعتبر قوة الدفاع هي الجيش الرسمي لمملكة البحرين وتتبع قوة الدفاع الملك مباشرة حيث أن الملك هو القائد الأعلى لقوة الدفاع وكما يعين الملك القائد العام لقوة الدفاع ، القائد العام لقوة الدفاع حالياً هو المشير الركن الشيخ خليفة بن أحمد آل خليفة منذ 6 يناير 2008.
أنها أرقام حوالي 13,000 الأفراد وتتألف قوة دفاع البحرين من الحرس الملكي البحريني وسلاح الجو الملكي البحريني، والقوات البحرية الملكية البحرينية والخدمات الطبية الملكية والدروع الملكية البحرينية. وبصرف النظر عن BDF، قوات الأمن العام وتقرير لخفر السواحل في وزارة الداخلية البحرينية.
في 6 يناير 2008 ، تم تعيين ولي العهد الأمير سلمان بن حمد آل خليفة نائباً للقائد الأعلى للقوات المسلحة ، في حين تم تعيين الشيخ خليفة بن أحمد آل خليفة قائداً عاماً لقوة دفاع البحرين. 

## قادة قوة دفاع البحرين
- وفقا للدستور وقانون قوة الدفاع الملك هو القائد الأعلى لقوة الدفاع وهو الذي يتولى قيادتها وتكليفها بالمهام الوطنية داخل أراضي المملكة وخارجها ويشرف على جميع شئونها بما في ذالك الأستراتيجيات الدفاعية عن الوطن والملك هو الذي يأمر باستخدام القوة داخل المملكة وخارجها
- ويعين الملك القائد العام لقوة الدفاع ويعفيه من منصبه بأمر ملكي
- وفي 6 يناير 2008 تم أستحداث منصب نائب القائد الأعلى حيث أصدر الملك حمد بن عيسى آل خليفة ملك البحرين أمر ملكي بتعين ولي العهد الأمير سلمان بن حمد آل خليفة نائباً للقائد الأعلى للقوات المسلحة ويعتبر منصب نائب القائد الأعلى المنصب الثاني في التسلسل القيادي لقوة الدفاع والحرس الوطني حيث يأتي مباشرة بعد القائد الأعلى ويعتبر منصب القائد العام المنصب الثالث في التسلسل القيادي لقوة الدفاع
- وفقاً لقانون قوة الدفاع يتولى القائد العام قيادة قوة الدفاع في أطار الأوامر والتوجيهات الصادرة من القائد الأعلى وتنفيذ السياسة العامة والخطط العسكرية والأدراية والأقتصادية والمالية لقوة الدفاع.

شاغلي منصب القائد العام لقوة الدفاع
| # | الاسم                                     | الصورة | فترة تولي المنصب | فترة تولي المنصب |
| - | ----------------------------------------- | ------ | ---------------- | ---------------- |
| 1 | الملك حمد بن عيسى آل خليفة                |        | 1968             | 6 مارس 1999      |
| 2 | الأمير سلمان بن حمد آل خليفة              |        | 21 مارس 1999     | 6 يناير 2008     |
| 3 | المشير الركن الشيخ خليفة بن أحمد آل خليفة |        | 6 يناير 2008     | حتى الآن         |

## رؤساء هيئة الأركان بقوة دفاع البحرين
وفقاً للمادة 8 من قانون قوة دفاع البحرين يُعين رئيس هيئة الأركان بأمر ملكي بناء على اقتراح من القائد العام لقوة الدفاع ، ويتولى رئيس هيئة الأركان الإشراف على أعمال مديريات القيادة العامة لقوة الدفاع والتنسيق بينها ، كما يمارس الصلاحيات التي يخوله إياها القائد العام لقوة الدفاع.

### رؤساء هيئة الأركان بقوة دفاع البحرين
|   | الاسم                                   | الصورة | فترة تولي المنصب | فترة تولي المنصب |
| - | --------------------------------------- | ------ | ---------------- | ---------------- |
| 1 | الشيخ خليفة بن أحمد آل خليفة            |        | 19 يناير 1974    | 31 مارس 1988     |
| 2 | الشيخ عبدالله بن سلمان بن خالد آل خليفة |        | 31 مارس 1988     | 1 أكتوبر 2001    |
| 3 | الشيخ راشد بن عبدالله آل خليفة          |        | 1 أكتوبر 2001    | 5 فبراير 2005    |
| 4 | الشيخ دعيج بن سلمان بن أحمد آل خليفة    |        | 5 فبراير 2005    | 28 ديسمبر 2014   |
| 5 | ذياب بن صقر النعيمي                     |        | 28 ديسمبر 2014   | حتى الآن         |

## دور قوة دفاع البحرين
- يتمثل دور قوة دفاع البحرين في الآتي:-

1. الدفاع عن حدود مملكة البحرين وحمايتها والمحافظة على أمنها واستقلالها وسيادتها ضد أي تهديد خارجي.
2. مساندة الأجهزة الأمنية الأخرى في المحافظة على النظام وسيادة القانون والمساعدة في حالات الكوارث والأزمات.
3. المساهمة حسب الأمكانيات في تطوير البناء الحضاري للبحرين وحضارتها.
4. المساهمة مع القوات المسلحة للدول الأعضاء في مجلس التعاون في الدفاع عن شبه الجزيرة العربية في إطار اتفاقية الدفاع المشترك بين دول مجلس التعاون الخليجي.
5. التعاون مع الدول الصديقة والحليفة لمملكة البحرين في إطار اتفاقيات التعاون الثنائية والدولية لحماية الحدود الإقليمية، الأمن الدولي، العمليات الإنسانية ومكافحة الإرهاب.

## الفروع
الحرس الملكي البحريني
 سلاح الجو الملكي البحريني
 القوات البحرية الملكية البحرينية
 الخدمات الطبية الملكية البحرينية
الدروع الملكية البحرينية

## الموردون الخارجيون
الولايات المتحدة
 المملكة المتحدة
 فرنسا
 تركيا
 الصين
 روسيا
 ألمانيا
 الهند

## مشاركات خارجية
حرب الخليج الثانية 1991
عملية عاصفة الحزم 2015
عملية إعادة الأمل 2015
التدخل في سوريا 2014

## الموارد البشرية
| سن الخدمة العسكرية     | 18      |
| إجمالي البالغين للخدمة | 567,000 |
| البالغين للخدمة سنوياً  | 470,000 |
| اللائقين للخدمة سنوياً  | 27,105  |
| الأفراد في الخدمة      | 33,000  |
| المرتبة من حيث العدد   | 107     |
| الأحطياط               | 112,500 |

## التعاون مع دول مجلس التعاون الخليجي
قوة دفاع البحرين، بالتعاون مع القوات المسلحة في الدول الأعضاء في مجلس التعاون الخليجي تحركت لرفع مستوى دفاعاتها وجاهزيتها العسكرية ردا على التهديد الذي تمثله الحروب بين إيران والعراق في مياه الخليج العربي.
في عام 1982، أعطت الدول الأعضاء بمجلس التعاون الخليجي مملكة البحرين 1.7 مليار دولار لمساعدتها في تحسين دفاعاتها العسكرية. وكان الإنفاق الدفاعي على الجيش البحريني منذ عام 1999 ثابتا نحو 320 مليون دولار سنويا على المجال العسكري.

## وصلات خارجية
- الموقع الرسمي لقوة دفاع البحرين نسخة محفوظة 10 سبتمبر 2011 على موقع واي باك مشين.
- Background Note: Bahrain - Defense U.S. Department of State